# エリック・アッド
エリック・アッド（Eric Pappoe Addo, 1978年11月12日 - ）は、ガーナ・アクラ出身の元同国代表サッカー選手。ポジションはディフェンダー（センターバック）。

## 経歴
1998年2月にガーナ代表デビュー、3試合に出場した。その後、出場機会は無かったが、2006年5月に8年ぶりに代表復帰。直後の2006 FIFAワールドカップにも全4試合に出場した。アフリカネイションズカップ2008、2010にも出場、2008年は3位、2010年は準優勝となった。ガーナ代表で通算45試合に出場した。

## クラブ
- ノーブル・ハリックス 1995-1996
- クラブ・ブルッヘ 1996-1999
- PSV 1999-2009

→ ローダJC (loan) 2003
→ ローダJC (loan) 2009
- ローダJC 2009-2011
- FCアイントホーフェン 2012

## 代表歴

### 出場大会
- ガーナ代表
  - 2006 FIFAワールドカップ

### 試合数
- 国際Aマッチ 45試合 0得点（1998年-2010年）[1]

| ガーナ代表 | 国際Aマッチ | 国際Aマッチ |
| 年         | 出場        | 得点        |
| ---------- | ----------- | ----------- |
| 1998       | 3           | 0           |
| 1999       | 0           | 0           |
| 2000       | 0           | 0           |
| 2001       | 0           | 0           |
| 2002       | 0           | 0           |
| 2003       | 0           | 0           |
| 2004       | 0           | 0           |
| 2005       | 0           | 0           |
| 2006       | 9           | 0           |
| 2007       | 5           | 0           |
| 2008       | 14          | 0           |
| 2009       | 9           | 0           |
| 2010       | 5           | 0           |
| 通算       | 45          | 0           |

## タイトル
- クラブ・ブルッヘ

ジュピラーリーグ: 1997-1998
最優秀若手選手(en):1997-98
最優秀アフリカンプレーヤー(en):1998
- PSV

エールディビジ(6): 1999-2000, 2000-01, 2004-05, 2005-06, 2006-07, 2007-08
KNVBカップ:2005